# Kenya a 2018. évi téli olimpiai játékokon
Kenya a dél-koreai Phjongcshangban megrendezett 2018. évi téli olimpiai játékok egyik részt vevő nemzete volt. Az országot az olimpián 1 sportágban 1 sportoló képviselte, aki érmet nem szerzett.

## Alpesisí
nŐI
| Sabrina Simader | Óriás-műlesiklás       | 1:23,27 | 59. | nem ért célba | nem ért célba | kiesett | kiesett | kiesett | kiesett |
| Sabrina Simader | Szuperóriás-műlesiklás |         |     |               |               | 1:26,25 | 38.     |         |         |